# Dewoitine D.371
El Dewoitine D.371 fue un avión de caza monoplano de fabricación francesa de los años 1930. Fue uno de los primeros intentos para desarrollar un avión rápido utilizando la configuración de los monoplanos.

## Historia, diseño y desarrollo
En 1931 el ingeniero e industrial francés Emile Dewoitine fundó la Société Aéronautique Française (SAF), dirigida a la producción de aviones militares para l’Armée de l’Air, iniciando el proyecto de un caza monoplano de ala alta derivado del Dewoitine D.27, que construyera para el cuerpo aéreo del ejército suizo. 
Desarrollado en 1932 era un caza monoplano en parasol designado Dewoitine D.37 propulsado con un motor radial con sobrealimentador Gnome-Rhône 14Kds de 550 kW (740 hp). Las posteriores evaluaciones justificaron su desarrollo, y de ello apareció el prototipo revisado D.371. Este avión era un monoplaza de configuración convencional con una estructura de fuselaje monocasco totalmente metálico de tubos de aluminio, estaba revestido de tela a excepción de la sección delantera del fuselaje que estaba revestida de planchas de aluminio. Las alas, también metálicas, iban recubiertas de tela; su tren de aterrizaje fijo de vía ancha estaba arriostrado al fuselaje y a los montantes delanteros del ala y utilizaba un patín de cola. La cabina abierta, estaba situada ligeramente a popa del ala en parasol y estaba propulsado por un mejorado motor 14Kfs de una potencia de 800 cv. 
En un principio estuvo armado con dos ametralladoras Darne instaladas en las alas y dos Vickers montadas en los costados del fuselaje.
A pesar de su velocidad superior, este diseño no logró impresionar e incluso fue rechazado cuando se exportó a Lituania en 1935. Un importante competidor de la familia Dewoitine D.37 fue el PZL P.24 de fabricación polaca, un tipo similar pero con mejor velocidad y armamento. Posteriormente se desarrollaron las  nuevas versiones D.371 y  Dewoitine D.372, este último, armado con dos ametralladoras sincronizadas para disparar a través del arco de la hélice, y dos más montadas en las alas. Algunos aparatos  fueron equipados en lugar de las ametralladoras en las alas con dos cañones de 20 mm (algunas fuentes indican cañones Hispano-Suiza y otras Oerlikon ...) situados en carenados bajo las alas. Ambas variantes estaban propulsadas por el motor radial sobrealimentado refrigerado por aire de dos filas y 14 cilindros Gnome-Rhône 14Kfs de 690 kW (930 hp).

### Guerra civil española

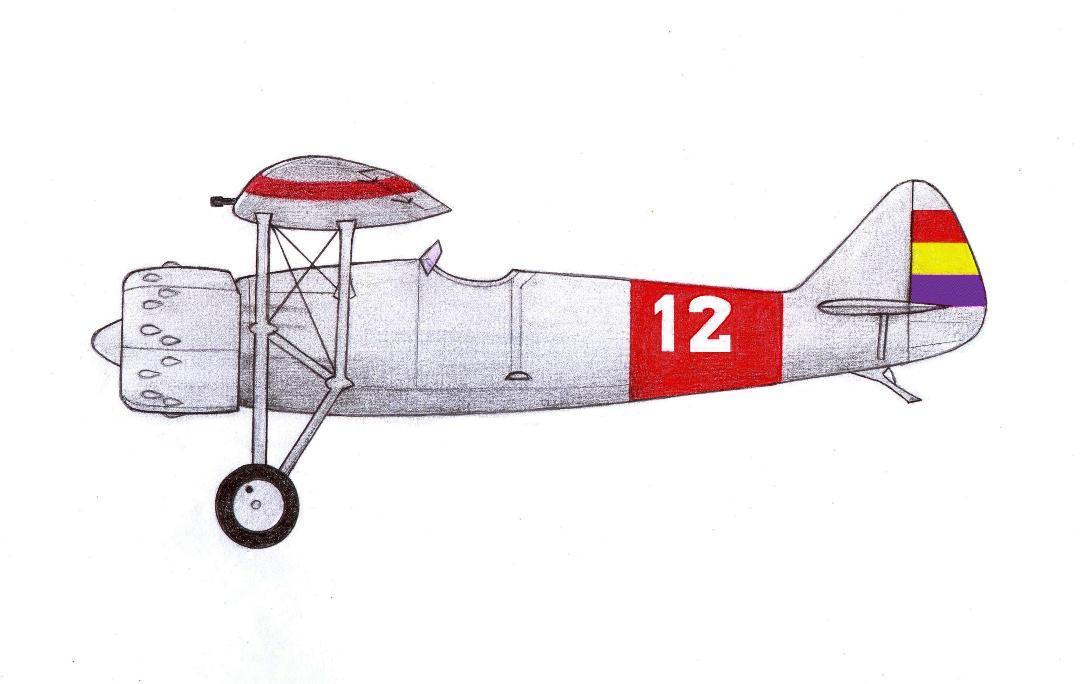
Perfil D.372 de las FARE

En julio de 1936, al comienzo de la guerra civil española, entre 12 y 14 aparatos D.371 y 10 D.373 fueron vendidos (no oficialmente) al gobierno de la Segunda República española como parte de una escuadrilla de voluntarios que estaba siendo formada secretamente por el novelista, aventurero y político francés André Malraux, la posteriormente llamada Escuadrilla España. Sin embargo, estos aparatos llegaron desarmados y con las marcas militares borradas como parte de la temprana política de neutralidad emprendida por el gobierno francés. El 25 de julio ya estaban listos para su envío a España
En agosto del mismo año, tras unas negociaciones secretas con el gobierno francés, llegaron al Aeródromo de El Prat, en Barcelona. tres D.371 totalmente armados, pilotados por los pilotos mercenarios M. Poulain, René Halotier y Henri Rozés. Vieron acción como escoltas de un bombardeo contra Talavera de la Reina, Toledo que destruyó el Cuartel General del general Juan Yagüe. Estos tres D.371 habían defendido con éxito a sus bombarderos contra los ataques de seis cazas biplanos Heinkel He 51 , un avión de diseño más antiguo con un rendimiento inferior. 
La "Escuadrilla España" estuvo operando estos aviones hasta la aparición de los modernos cazas de fabricación soviética Polikarpov I-15 e I-16 , pasando entonces a realizar misiones secundarias. Para 1937 los aparatos supervivientes se encontraban adscritos a la Escuadrilla de Defensa de Costas. Todos los D.371 supervivientes fueron prácticamente destruidos durante el asalto al aeródromo de Vilajuïga , Girona por aviones de la Legión Cóndor.
En total llegaron a España unos 42 aparatos Dewoitine.

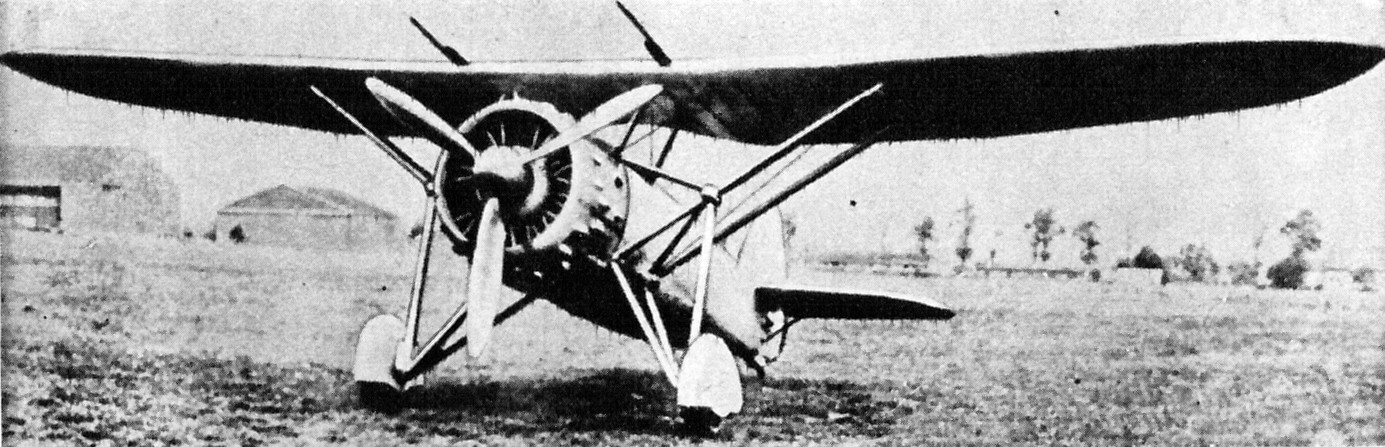
Dewoitine D.372 con cañones 20 mm en las alas

## Variantes
D.37 (D.370)
Único prototipo construido por Lioré-et-Olivier propulsado por un motor radial de 14 cilindros en doble estrella Gnome-Rhône 14Kds de 550 kW (740 hp). 
D.371
Versión de producción para el Armée de l'Air, volado por primera vez en marzo de 1934, propulsado por un Gnome-Rhône 14Kfs de 690 kW (930 hp). Equipado con frenos de rueda y dos ametralladoras MAC 1934 cal. 7,5 mm montadas en las alas fuera del arco de barrido de la hélice; 29 construidos.
D.372
Versión de continuación, no equipada con frenos en las ruedas, propulsada por motores Gnome-Rhône 14Kfs Mistral Major de 690 kW (930 hp). Se montaron dos ametralladoras en el capó del motor sincronizadas para disparar a través del arco de la hélice, y dos más en las alas fuera del arco de la hélice; algunos fueron armados con dos cañones de 20 mm en carenados debajo del ala en lugar de las ametralladoras. Se construyeron al menos catorce para las fuerzas aéreas de Lituania, que fueron transferidos muy rápidamente a las Fuerzas Aéreas de la República Española - FARE junto con algunos D.371. 
D.373
Versión navalizada, 19 construidos para la Aeronavale; propulsados por motores Gnome-Rhône 14Kfs de 690 kW (930 hp) y armados con cuatro ametralladoras MAC 1934 .
D.376
Veinticinco unidades del D.373 con alas plegables para la Aeronavale.

## Operadores
Francia
- Armee de l'Air
- Aéronautique navale

 República Española
- Fuerzas Aéreas de la República Española (FARE)

## Especificaciones técnicas (D.371)
Referencia datos: (D.371) Enciclopedia Ilustrada de la Aviación Vol.6 pág 1438 ISBN 84-85822-60-9

### Características generales
- Tripulación: 1
- Longitud: 7,44 m
- Envergadura: 11,79 m
- Altura: 3,4 m
- Superficie alar: 17,80 m²
- Peso vacío: 1295 kg
- Peso máximo al despegue: 1860 kg
- Planta motriz: 1× Motor radial sobrealimentado refrigerado por aire de dos filas y 14 cilindros Gnome et Rhône 14Kfs.
  - Potencia: 800 kW (1103 HP; 1088 CV)
- Hélices: 1× tripala de paso fijo por motor.

### Rendimiento
- Velocidad nunca excedida (Vne): 400 km/h a 4000 m s. n. m.
- Alcance: 900 km
- Alcance en combate: km
- Alcance en ferry: km
- Techo de vuelo: 11 000 m
- Régimen de ascenso: 4500 m en 5,12 min

### Armamento
- Ametralladoras: 4× MAC 1934 de 7,5 mm
Vickers de 7,7 mm